# Бевилакуа
Бевила̀куа (на италиански: Bevilacqua; на венециански: Bevilaqua, Бевилакуа) е село и община в Северна Италия, провинция Верона, регион Венето. Разположено е на 14 m надморска височина. Населението на общината е 1758 души (към 2015 г.).